# Bellview Airlines
La Bellview Airlines era una compagnia aerea con sede in Bellview Plaza a Ikeja, Stato di Lagos, Nigeria. Fondata nel 1992 e con 308 dipendenti, operava voli passeggeri programmati in Africa, così come a Londra, dall'Aeroporto Internazionale Murtala Muhammed nel Lagos. Venne chiusa nel 2009.

## Storia

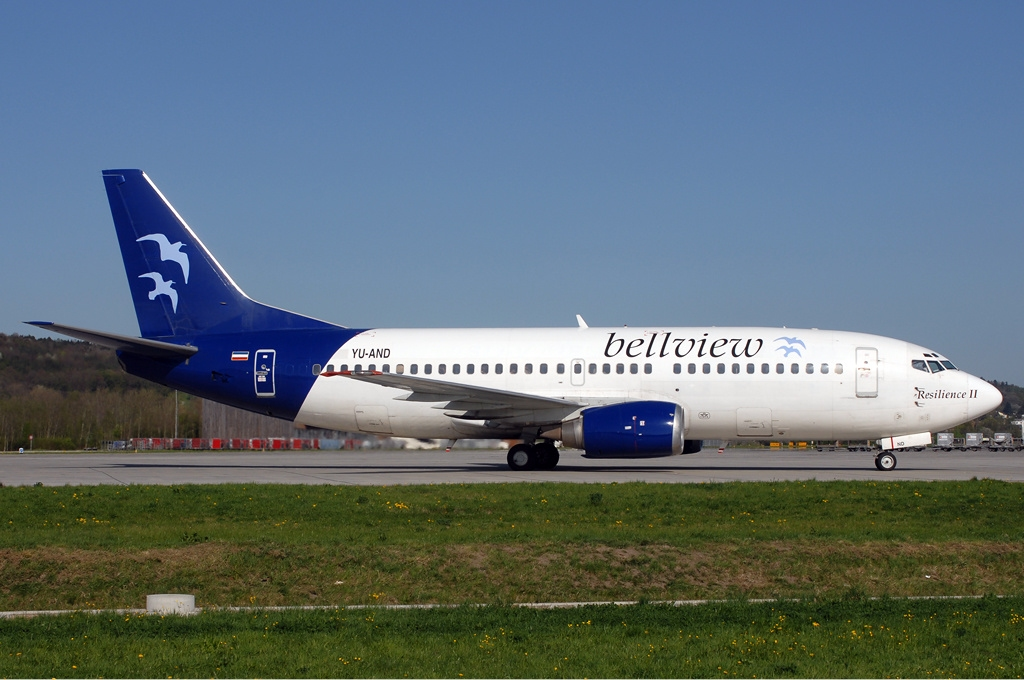
YU-AND, un Boeing 737 presente all'aeroporto di Zurigo nel 2007.

Nel 1992 la Bellview Airlines si staccò dalla Bellview Travels Limited, un'agenzia di viaggi con sede a Lagos, originariamente concentrata sull'offerta di servizi charter esecutivi utilizzando un singolo aereo Yakovlev Yak-40. Nel 1993 iniziarono i servizi passeggeri nazionali di linea con un Douglas DC-9-30 preso in leasing. Per espandersi ulteriormente nel 1995 ne era stata fondata una filiale in Sierra Leone, che in seguito si fuse nuovamente con la sua società madre.

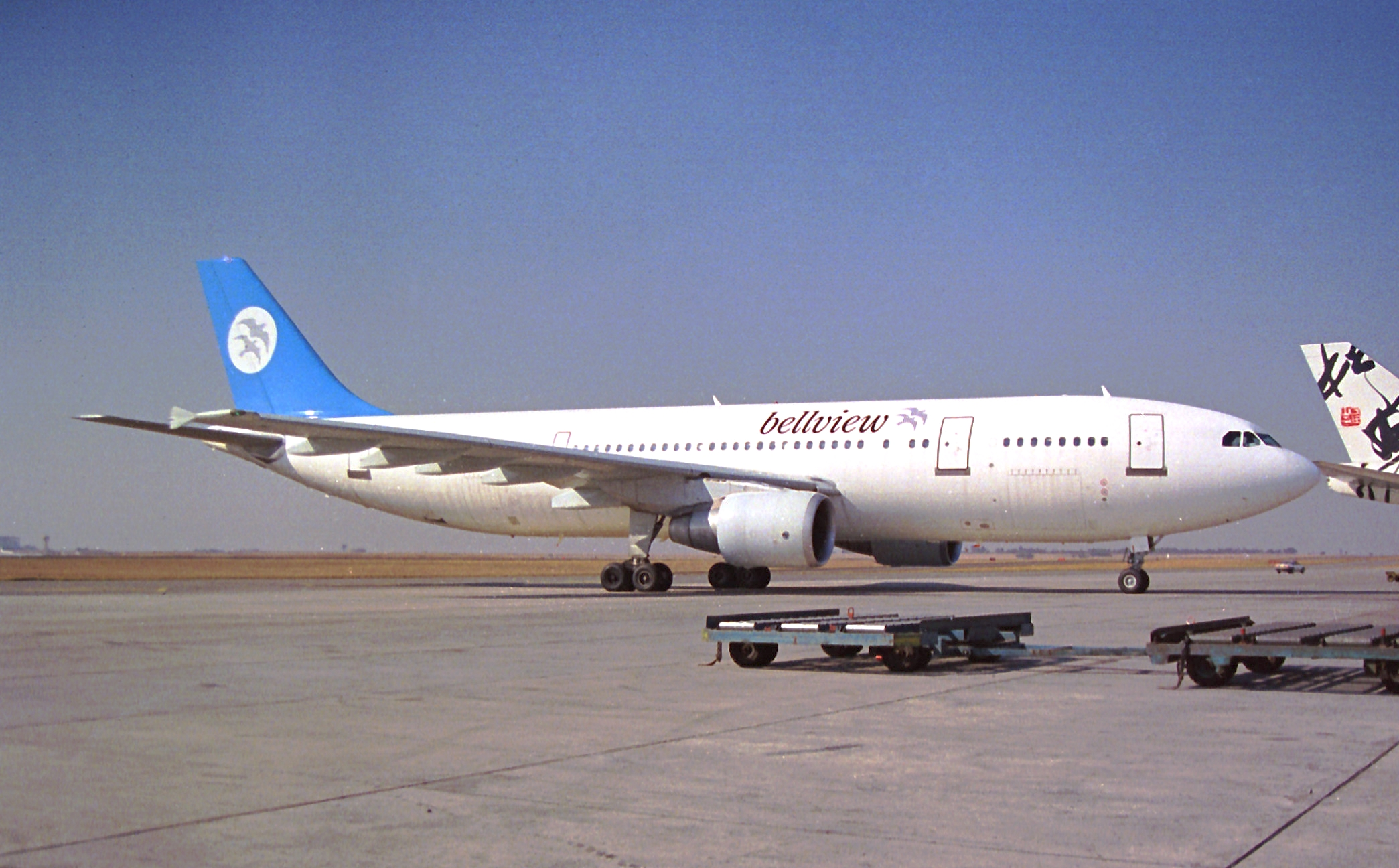
La Bellview fu una delle prime compagnie africane, all'epoca, ad integrare gli Airbus A300 nella propria flotta.

Il governo nigeriano fissò una scadenza del 30 aprile 2007 per la ricapitalizzazione di tutte le compagnie aeree che operavano nel paese per evitare di rimanere a terra, nel tentativo di garantire servizi e sicurezza migliori. Bellview Airlines soddisfò i criteri dell'Autorità per l'Aviazione Civile Nigeriana (NCAA) e venne successivamente registrata nuovamente per il funzionamento.
Nell'ottobre 2009 Bellview Airlines chiuse tutte le operazioni a seguito della sospensione dei suoi servizi per Londra Heathrow.

## Destinazioni
Al momento della chiusura nel 2009 le rotte effettuate erano:

### Africa
- Camerun
  - Douala (Aeroporto Internazionale di Douala)
- Costa d'Avorio
  - Abijah (Aeroporto di Port Bouet)
- Gabon
  - Libreville (Aeroporto di Libreville-Léon M'Ba)
- Gambia
  - Banjul (Aeroporto Internazionale di Banjul)
- Ghana
  - Accra (Aeroporto Internazionale Kotoka)
- Guinea
  - Conakry (Aeroporto di Conakry)
- Liberia
  - Monrovia (Aeroporto Internazionale Roberts)
- Nigeria
  - Abuja (Aeroporto Internazionale Nnamdi Azikiwe), città primaria
  - Hub di Lagos (Aeroporto Internazionale Murtala Muhammed)
  - Kano (Aeroporto Internazionale Mallam Aminu Kano)
  - Port Harcourt (Aeroporto Internazionale Port Harcourt), città primaria
- Senegal
  - Dakar (Aeroporto di Dakar-Léopold Sedar Senghor)
- Sierra Leone
  - Freetown (Aeroporto Internazionale di Freetown-Lungi)
- Sudafrica
  - Johannesburg (Aeroporto Internazionale O.R. Tambo)

### Europa
- Regno Unito
  - Londra (Aeroporto di Londra-Heathrow)

## Incidenti
- 22 ottobre 2005 - Il volo Bellview Airlines 210, un Boeing 737-200 con 117 persone a bordo, si schiantò poco dopo il decollo dall'Aeroporto Internazionale Murtala Muhammed in rotta verso l'aeroporto Internazionale Nnamdi Azikiwe, uccidendo tutte le 117 persone a bordo. Bellview bloccò tutti i voli il giorno successivo, per poi riprendere le operazioni il 24 ottobre.
- 19 dicembre 2005, un Boeing 737 che operava su un volo Bellview Airlines tra Lagos e Freetown effettuò un atterraggio di emergenza all'Aeroporto Internazionale Kotoka ad Accra, in Ghana, a causa di problemi idraulici. Il giorno successivo le autorità nigeriane ordinarono che tutti i voli Bellview venissero bloccati e la licenza della compagnia aerea sarebbe stata sospesa fino al 22 dicembre.

## Flotta
Nel corso degli anni Bellview Airlines operò con i seguenti tipi di aeromobili:
- 2 Airbus A300-600 (tra il 1997 e il 2000)
- 5 Boeing 737-200 (dal 2001)
- 4 Boeing 737-300 (dal 2003)
- 3 Boeing 767-200ER (dal 2005, per i voli verso Londra)